# Coussarea petiolaris
Coussarea petiolaris är en måreväxtart som först beskrevs av George Bentham, och fick sitt nu gällande namn av Paul Carpenter Standley. Coussarea petiolaris ingår i släktet Coussarea och familjen måreväxter.
Artens utbredningsområde är Colombia. Inga underarter finns listade i Catalogue of Life.